# Bój pod Pabianicami
Bój pod Pabianicami – wrześniowe walki polskiej 28 Dywizji Piechoty z wojskami III Rzeszy.

## Działania wojsk
Ugrupowanie
W godzinach rannych 7 września z rejonu Łaska wznowiła działania pościgowe niemiecka 17 Dywizja Piechoty. Jej oddział wydzielony stanowił pułk zmotoryzowany SS oraz oddział rozpoznawczy dywizji. Jednostki szybkie poruszały się wzdłuż drogi Łask – Pabianice.
W tym czasie zasadnicze siły polskiej 28 Dywizji Piechoty zakończyły marsz nocny i przyjęły ugrupowanie obronne na kolejnej rubieży opóźniania. III/36 pułku piechoty z plutonem artylerii piechoty bronił się na północ od Pabianic; 15 pułk piechoty w pierwszym rzucie posiadał I i III/15 pułku piechoty, rozlokowany na zachodnim skraju Pabianic, natomiast III/15 pp stanowił odwód; 36 pułk piechoty (bez III/36 pp), z I/28 pułkiem artylerii lekkiej, rozmieścił siły następująco: I/36 pułku piechoty w Bychlewie, z zadaniem zamknięcia kierunku Dłutów – Pabianice, a II/36 pp stał w rejonie Gór Wolskich jako odwodowy. Przegrupowujący się 72 pp z III/28 pal z Gucina około południa osiągnął rejon lasów Róża – Dąbrowa. Stanowisko dowodzenia dywizji rozwinięto w Starowej Górze.
Walki
Wczesnym świtem, batalion l/pp SS LAH SS-Obersturmbanfuhrera Martina Kohlrosera rozpoczął marsz na Pabianice i dotarł tam około 10.00. Szybko zmontowany został atak 1 i 2 kompanii, ze wsparciem czołgów z I/23 pułku pancernego majora Hansa llgena (bez 3 kompanii). Na kierunku natarcia bronił się skutecznie polski 15 pułk piechoty. Główne walki toczyły się w rejonach Parku Wolności, cmentarza żydowskiego oraz dworca kolejowego. Także powtórne ataki nie dały oczekiwanego przez Niemców rezultatu.  
Po południu niemiecki batalion I/55 pp podpułkownika Fulla, posiadający w szpicy 1 kompanię kapitana Schulzego, natknął się za Kudrowicami na polski III/36 pp, który najpierw stawił mu zdecydowany opór, potem jednak wycofał się i ześrodkował w Widzewie, tym samym odsłaniając skrzydło 28 DP. Wykorzystali to Niemcy i wyszli na tyły głównych sił polskiej dywizji. W okolicach Bychlewa przeciwnik wiązał I/36 pp działaniem bojowych patroli rozpoznawczych.
Tymczasem 72 pułk piechoty doszedł do lasu w rejonie Róża – Dąbrowa. Wykorzystując dogodne położenie pułku w stosunku do maszerującego nieprzyjaciela, ppłk Karol Chrobaczyński zdecydował się, by we współdziałaniu z siłami głównymi dywizji uderzyć na nieprzyjaciela, zadać mu straty i tym sposobem odciążyć walczące pod Pabianicami oddziały polskie. Jako pierwsze miały uderzyć bataliony II i III, z zadaniem rozbicia pododdziałów niemieckich i opanowania Chechła. Drugorzutowy I/72 pp miał zabezpieczyć zgrupowanie uderzeniowe z kierunku południowego. Około 15.00 bataliony zajęły podstawy wyjściowe do natarcia na południowym skraju lasu Róża.
Manewr polskich pododdziałów został jednak wykryty przez Niemców. Ześrodkowali oni ogień artylerii i broni maszynowej na przygotowujące się do ataku bataliony. II/72 pp nie mógł wyruszyć do natarcia, a III/28 pułku artylerii lekkiej nie osiągnął jeszcze gotowości do otwarcia ognia. Dowódca pułku zdecydował wiec uderzyć I i III/72 pp bez artyleryjskiego wsparcia. Początkowo bataliony uzyskały powodzenie i opanowały Chechło. Celny niemiecki ogień zadawał jednak Polakom tak poważne straty, że natarcie prowadzone było już tylko poszczególnymi kompaniami i w rezultacie zostało zatrzymane. Po zapadnięciu zmroku żołnierze małymi grupami przybywali z Chechła do lasu w rejonie Róży. Dowódca 72 pp, ppłk Chrobaczyński, zebrał z I i III batalionu małą grupę żołnierzy i odmaszerował w kierunku Brzezin. Z II/72 pp por. Rzepka zebrał około 150 żołnierzy, a z III/28 pal ocalały tylko 4 działa. Grupa ta odmaszerowała w kierunku Ruda Pabianicka – Chojny, na południe od Łodzi. Pułk, w wyniku kontrataków nieprzyjaciela wspartego ogniem wozów pancernych i licznej artylerii, poniósł duże straty i jako oddział dywizji przestał właściwie istnieć.
Działania opóźniające
Po południu dowódca 28 DP, gen. Władysław Bończa-Uzdowski, wydał oddziałom rozkaz oderwania się od przeciwnika i przegrupowania w rejon lasów na wschód od Skoszew i na zachód od Woli Cyrusowej. 15 pułk piechoty z II/28 pal przegrupowywał się przez Ksawerów, Chojny w kierunku Lipin. W czasie marszu, w rejonie Ksawerowa, pododdziały niemieckie wykonały uderzenie ogniowe na czołowy III/15 pp. Poległ jego dowódca, mjr Sadowski, oraz około 250–300 żołnierzy. Dalsze przegrupowywanie  15 pp odbywało się w kierunku na Chojny. 36 pułk piechoty z I/28 pal przegrupowywał się przez Chojny, Nowosolną, Poćwiardówkę. Dowódca 36 pp, ppłk dypl. Karol Ziemski, pozostawił II/36 pp w Chojnach, w celu zabezpieczenia przegrupowania pułku. W rejonie Lipin do kolumny pułkowej z rejonu Widzewa dołączył III/36 pp. O 3.30 8 września dowódca II/36 pp, zgodnie z rozkazem dowódcy pułku, rozpoczął przegrupowanie batalionu do rejonu Poćwiardówki. Sztab dywizji wycofał się do Woli Cyrusowej.

## Walczące wojska
| Wielkie jednostki   | Oddziały                  | Dowódcy                        |
| ------------------- | ------------------------- | ------------------------------ |
| 28 Dywizja Piechoty | dowództwo 28 DP           | gen. Władysław Bończa-Uzdowski |
| 28 Dywizja Piechoty | 15 pułk piechoty          | mjr Józef Ratajczak            |
| 28 Dywizja Piechoty | 36 pułk piechoty          | ppłk Karol Ziemski             |
| 28 Dywizja Piechoty | 72 pułk piechoty          | ppłk Karol Chrobaczyński       |
| 28 Dywizja Piechoty | 28 pułk artylerii lekkiej | ppłk Rudolf Ostrihansky        |

| Wielkie jednostki                   | Oddziały                            | Dowódcy                            |
| ----------------------------------- | ----------------------------------- | ---------------------------------- |
| 17 Dywizja Piechoty                 | dowództwo 17 DP                     | gen. Herbert Loch                  |
| 17 Dywizja Piechoty                 | 21 pułk piechoty                    | płk Walter Bruns                   |
| 17 Dywizja Piechoty                 | 55 pułk piechoty                    | płk Fridrich Soebert               |
| 17 Dywizja Piechoty                 | 95 pułk piechoty                    | płk Siegmund von Schacky           |
| 17 Dywizja Piechoty                 | 17 pułk artylerii                   | płk Hellmuth Hiepe                 |
| pułk piechoty SS LAH „Adolf Hitler” | pułk piechoty SS LAH „Adolf Hitler” | Oberstgruppenführer Josef Dietrich |